# Aeroporto de Santana do Araguaia
O Aeroporto de Santana do Araguaia (IATA: CMP, ICAO: SNKE) é o aeroporto que atende à cidade de Santana do Araguaia, Pará, Brasil. Está localizado a 1 km do centro de Santana do Araguaia.

## Companhias aéreas e destinos
| Companhias         | Destinos                                                   |
| ------------------ | ---------------------------------------------------------- |
| SETE Linhas Aéreas | Belém-Val de Cães, Conceição do Araguaia, Marabá, Redenção |